# Menominee
Menominee (Menomini, Mamaceqtaw).- Algonquian pleme s i blizu Menominee Rivera u Wisconsinu. -Populacija Menomineeja iznosila je 1700 oko 4,000, da bi bila u padu sve do 1930- godina. Porast Menominee doživljavaju od 2. polovice 20. stoljeća, da bi 2005. dosegla 7,200 duša. Njihova originalna lokacija, moguće je bio Michigan, odakle su došli u Wisconsin. Jedina banda što se zna da je živjela u Michiganu su Misinimak Kimiko Wininiwuk. Menominee danas žive u državi Wisconsin (koja je dobila ime po bandi Wiskos Sepeo Wininiwuk) na rezervatu Menominee.

## Ime
Sami sebe Menominee nazivaju Mamaceqtaw, ali su od svojih algonkinskih srodnika nazivani imenom Malhomines, odnosno Menomini u značenju "Wild Rice Men" (=narod divlje riže; Zizania aquatica), ovo su Francuzi pak pretvorili u Folles Avoines (people of the false oat), a Englezi preveli s Wild Oat Indians. Ovaj naziv krivo je dan, jer je izgleda došlo do brkanja divlje riže i zobi, kako su je nazvali Francuzi, pa preveli i Englezi. Ona je sličnija mandžurskoj divljoj riži Zizania latifolia, i drugim rižama koja također zahtijeva vodu, kao i sve ostale riže. U jeziku Chippewa Indijanaca ovaj naziv bio je Omanomini, i također se odnosio na Zizaniu aquatica. Plemena područja Velikih jezera, osobito uz rižina jezera bavila su se žetvom ove samonikle biljke, žela se iz kanua. Menominee su toliko ovisili o njoj, da su po njoj dobili i ime. Njihovi srodnici Chippewa, rastjerali su sva ostala plemena s rižinih područja, koja su prije nastavala ovaj kraj i bili žeteoci riže.

## Lokalne skupine
Skinner (1921) daje nazive njihovih skupina: 
- Kaka'pa'kato' Wini'niwűk (Kakapakato Wininiwuk), "Barricade Falls people," na Keshena Falls na Wolf Riveru.
- Kakä'nikone Tusi'niniwűg (Kakanikone Tusininiwug), "Portage people,"  Portage, Wisconsin.
- Kipisa'`kia Wini'niwűk (Kipisakia Winiwiwdk), "River Mouth people," na Prairie du Chien.
- Mani'towűk Tusi'niniwűg (Manitowuk Tusininiwug), "Manitou Place people," Manitowoc, Wisconsin.
- Mätc Sua'mäko Tusi'niniu (Mato Suamako Tusininiu), "Great Sand Bar people," na pješčanim brežuljcima, sada Big Suamico, na Green Bayu.
- Minika'ni Wini'niwűk (Minikani Wininiwuk), "Village people," na ušću Menominee Rivera.
- Misi'nimäk Kimiko Wini'niwuk (Misinimak Kimiko Wininiwuk), "Michilimackinac People," blizu stare tvrđave u Mackinacu, Michigan.
- Muhwä'o Se'peo Wini'niwuk (Muhwao Sepeo Wininiwuk), "Wolf River people," na gornjem Wolf Riveru.
- Nämä'o Wikito' Tusi'niu (Namao Wikito Tusiniu), "Sturgeon Bay people," na Sturgeon Bayu.
- Nomä'kokon Se'peo Tusi'niniwűg (Nomakokon Sepeo Tusininiwug), "Beaver River people," blizu Winneconne, Fond du Laca, i Oshkosha.
- Oka'to Wini'niwuk (Okato Wininiwuk), "Pike Place people," na ušću Oconto Rivera.
- Pä'sä'tiko Wini'niwuk (Pasatiko Wininiwuk), "Peshtigo River people," na ušću Peshtigo Rivera.
- Powahe'kune Tusi'niniwűg (Powahekune Tusininiwug), "Rice-gathering-place people," na Lake Poygan.
- Sua'makosa Tusi'niniu (Suamakosa Tusininiu), "Little Sand Dune people," na pješčanim brežuljcima Little Suamica.
- Wi'skos Se'peo Wini'niwuk (Wiskos Sepeo Wininiwuk), "Wisconsin River people"- ime Wisconsin nastalo je po njima, od wi'skos ili wi'skons, "muskrat"- na Mississippiju blizu Wisconsin Rivera.

Gornje bande pripadaju vremena prije-kontakta, odnosno izvorne bande na koje su naišli prvi putnici. Lee Sultzman navodi da su se tijekom 19. stoljeća formirale bande: Aiamiqta, Aqkamot, Keshok (Keso), Le Motte, Manabusho, Ohopesha, Oshkosh, Peshtiko, Piwaqtinet, Shakitok i Shununiu (Shunien).

## Sela
Poznata sela Menomineeja su: Fort Howard (Green Bay), Keshena, Menominee, Milwaukee, Neopit i Tokaunee.

## Povijest
Menominee su klasificirani u središnju (Central) skupinu porodice Algonquian. Jean Nicolet (1639.) prvi izvještava o njima na sjeverozapadnoj strani jezera Michigan, ne daleko od sadašnjeg boravišta. Seoska ekonomija temeljila se na žetvi divlje vodene riže, ribolova, lova i nešto ograničenog vrtlarstva. Tijekom podužih francusko-indijanskih i francusko-britanskih ratova oni su na strani Francuza, s kojima često sklapaju i brakove. Ovim područjem u to vrijeme vlada veoma živa trgovina krznom, i Menominee stvaraju raspršene mobilne bande koje su aktivne tijekom zimskih lovova. –Godine 1815. na Green Bayu utemeljuju se Indijanska agencija i trgovačka postaja. Serijom ugovora oni prodaju prava na svoju zemlju što omogućava dolazak novim useljenicima. Tako pak 1852. godine 2,002 člana Menominee plemena smješteno je na rezervat od 400 četvornih milja na gornjim tokovima rijeka Wolf i Oconto, no i on je ubrzo napušten. Godine 1854. kopnačno je stvoren Menominee Indian Reservation, u starom kraju na Wolf Riveru na kojem 1950. živi 3,029 Menomineeja. Drvna industrija omogućila je da ne dođe do rasula plemena. Godišnje se u ovoj tvornici reže 25,000,000 stopa ili 7,620 dužnih kilometara trupaca, što je po domaćinstvu jedna indijanska obitelj dobivala 1960.-tih godina $2,000. –Osim ovoga na rezervatu se Menominee bave i farmerstvom, sitnim biznisom, te plesom za turiste, od kojih također dođe koji dolar. 

## Etnografija
Kultura Menomineeja pripada Istočnim-šumama (Eastern Woodland), sličnu onoj kod Chippewa, kombinacija lova, ribolova i sakupljanja s posebnim naglaskom na žetvu riže. –Njihova velika sela sastoje se od drvenih četvrtastih 'dugih kuća', dok bi za vrijeme života po lovačkim skupinama tijekom zime podizali kupaste wigwame. Sela Menomineeja najčešće nisu bila zaštićena palisadama. –Morgan smatra da se nasljeđe kod njih računalo isprva po ženskoj liniji, i nisu mu poznata imena klanova, grupiranih u dvije polutke. Prema najnovijim podacima klanski sistem Menomineeja poznaje 34 klana podijeljenih na pet 'bratstava': 
- Bear (klanovi: Bear, Beaver, Muskrat, Otter, Sturgeon, Mud Turtle, Sunfish i Porcupine);
- Eagle (klanovi: Golden Eagle, Crow, Raven, Red Tail Hawk, Bald Eagle, Fish Hawk, Sparrow Hawk, Winter Hawk, Fork Tail i Swift-Flying Hawk,
- Wolf (klanovi: Wolf, Dog, White Tail Deer, Fox i Pine Squirrel),
- Crane (klanovi: Crane, Great Blue Heron, Old Squaw Duck, Coot, Loon i Turkey Buzzard);
- Moose (Moose /glavni klan/, Elk,  Marten, Fisher i Raccoon).

## Vanjske poveznice
- Menominee History